# Вторые монтекассинские анналы
Вторые монтекассинские анналы лат. Annales Casinenses — написанные неизвестным автором на латинском языке анналы монастыря Монтекассино. Название "Вторые монтекассинские анналы" предложено русскими издателями текста, чтобы отличать их от других "Монтекассинских анналов" ("Annales Casinates" из т. III из Monumenta Germaniae Historica). Охватывают период с 1000 по 1212 гг. Содержат сведения главным образом по истории Италии.

## Издания
- Annales Casinenses // MGH, SS. Bd. XIX. Hannover. 1866, p. 303-320[1].

## Переводы на русский язык
- Вторые монтекассинские анналы, Ч.1 Архивная копия от 12 октября 2011 на Wayback Machine в переводе Е. А. Хвалькова на сайте Восточная литература[2]